# Industrija kulture
Termin industrija kulture (njem. Kulturindustrie:) stvorili su kritičari Theodor Adorno (1903-1969) i Max Horkheimer (1895-1973), a predstavljen je kao kritički rječnik u poglavlju "Industrija kulture: prosvjetljenje kao masovna prijevara", knjige Dijalektika prosvjetljenja (1947), u kojoj su predložili da je Popularna kultura slična tvornici koja proizvodi standardizirana kulturna dobra - filmove, radio programe, časopise itd. - koja se koriste za manipulaciju masovnoga društva u pasivnost. Konzumacija jednostavnih užitaka popularne kulture, dostupnih masovnim komunikacijskim medijima, čini ljude poslušnima i zadovoljnima, bez obzira na to koliko su teške njihove ekonomske okolnosti.  Inherentna opasnost industrije kulture je uzgoj lažnih psiholoških potreba koje se mogu ispuniti i zadovoljiti samo proizvodima kapitalizma; tako su Adorno i Horkheimer smatrali masovno proizvedenu kulturu posebno opasnom u usporedbi s tehnički i intelektualno težim visokim umjetnostima. Za razliku od toga, prave psihološke potrebe su sloboda, kreativnost i prava sreća, koja se odnose na raniju demarkaciju ljudskih potreba, koju je uspostavio Herbert Marcuse.

## Frankfurtska škola
Na članove Frankfurtske škole na veliko je utjecao dijalektički materijalizam i povijesni materijalizam Karla Marxa, kao i propitkivanje dijalektičkog idealizma Hegela; oba događaja nisu proučavana izolirano, već kao dio procesa promjene. Kao skupina kojoj se kasnije pridružio Jürgen Habermas, bili su odgovorni za formuliranje kritičke teorije. U djelima kao što su Dijalektika prosvjetiteljstva i Negativna dijalektika, Adorno i Horkheimer teoriziraju da fenomen masovne kulture ima politički odraz, naime da su svi mnogi oblici popularne kulture dijelovi jedinstvene industrije kulture čija je svrha osigurati stalnu poslušnost masa tržišnim interesima.

## Teorija
Esej problematizira proizvodnju kulturnih proizvoda u kapitalističkim društvima. Kritizira ucjenjujuću prirodu kulturnih ekonomija kao i očito manje vrijedne proizvode sustava. Horkheimer i Adorno tvrde da masovno proizvedena zabava po samoj svojoj prirodi ima za cilj, privući ogromnu publiku te stoga i misaonu stimulaciju visoke umjetnosti te bazično oslobađanje niske umjetnosti. Esej ne sugerira da su svi proizvodi ovog sustava sami po sebi inferiorni, nego da su jednostavno zamijenili druge oblike zabave bez odgovarajućeg ispunjavanja važnih uloga koje igraju sada već nepostojeći izvori kulture.
Horkheimer i Adorno čvrsto uspoređuju fašističku Njemačku i američku filmsku industriju. Naglašavaju prisutnost masovno proizvedene kulture koju stvaraju i šire isključive institucije, a konzumira je pasivna, istovrsna publika u oba sistema. Ovo dočarava ulogu dominacije u modernom društvu nakon prosvjetiteljstva, monopolističkim kapitalizmom ili stanjem naroda. Horkheimer i Adorno skreću pozornost na probleme povezane sa sustavom koji 'integrira svoje potrošače odozgo', tvrdeći da se u pokušaju ostvarenja prosvjetiteljskih vrijednosti razuma i reda potkopava holistička moć pojedinca.

## Utjecaji
Na rad Adorna i Horkheimera utjecalo je šire društveno-političko okruženje u kojem je napisano, ali i drugi veliki teoretičari. Napisana u Kaliforniji ranih 1940-ih u razdoblju koje ih je karakteriziralo kao dva etnički židovska, njemačka iseljenika, na Industriju kulture utjecala je europska politika i rat kojim je kontinent bio apsorbiran. Istodobno, američku filmsku industriju obilježila je neviđena razina monopolizacije studia, to je bio "Hollywood u svom najklasičnijem obliku, američka masovna kultura u svom najfordističkom obliku".
Glavni tvorci društvene, političke i ekonomske teorije snažno su utjecali na Horkheimera i Adorna snažno, a ponajprije:
- Teorije otuđenja i fetišizma robe Karla Marxa ,
- Racionalnost Maxa Webera, koja je oblikovala koncept instrumentalnog razuma,[13] i
- Koncept reifikacije svijesti Georga Lukacsa .

Sve što napravi neka osoba je materijalizacija njihovog rada i izraz njihovih namjera. Također će postojati i uporabna vrijednost: pozitivni učinak za potrošača proizaći će iz korisnosti rada. Ipak, moderne sapunice sa svojim izmjenjivim zapletima i formulacijskim narativnim konvencijama odražavaju standardizirane produkcijske tehnike i pad vrijednosti masovno proizvedenog kulturnog proizvoda.
Rijetko se pojavi film koji ostavlja pozitivniji dojam na opći diskurs i postiže veću vrijednost razmjene, npr. Patton (1970.), s Georgeom C. Scottom u ulozi istoimenog američkog generala, publiciran je u vrijeme značajnih antiratnih osjećaja. Uvodni kadar filma je Patton ispred američke zastave kako održava strastven govor. Bio je to oblik dijalektike u kojemu su se gledatelji mogli poistovjetiti s patriotizmom bilo zaista (teza) ili ironično (antiteza) i tako odrediti ton kojim će ostatak filma biti interpretiran. Međutim, film manipulira određenim povijesnim događajima, ne samo kao zabavom, već i kao oblikom propagande demonstrirajući vezu između uspjeha u situacijama strateškog upravljanja resursima i određenih liderskih kvaliteta. S obzirom na to da je podtekst bio instrumentalan, a ne "bez vrijednosti", javljaju se etička i filozofska razmatranja. 
Inače samo visoka umjetnost daje kritiku na svijet izvan svojih granica, ali pristup tom obliku komunikacije ograničen je na elitne slojeve kojima su rizici izricanja društvene nestabilnosti neznatni. Film kao što je Patton popularna je umjetnost koja teži polemici u svijetu društvenog poretka i jedinstva koji, prema Adornu, nazaduje u kulturnu plitkost ili bljutavost. Za Hegela, poredak je dobar a priori, tj. ne mora odgovarati onima koji žive pod njim.  Marxova teorija Povijesnog materijalizma bila je teleološka, tj. društvo kroz dijalektiku slijedi odvijanje faza od drevnih načina proizvodnje do feudalizma, pa kapitalizma, a zatim do budućeg komunizma. Ali Adorno je smatrao da industrija kulture nikada neće dopustiti da se na tržištu pojavi dovoljno srži izazovnog materijala koji bi mogao poremetiti status quo .

## Masovna kultura
Okosnica Dijalektike prosvjetiteljstva tema je "Prosvjetiteljstvo kao masovna prijevara". Termin "industrija kulture" namijenjen je da se odnosi na komercijalni marketing kulture, granu industrije koja se specifično bavi proizvodnjom kulture koja je u suprotstavljanju s "autentičnom kulturom". </link>
Horkheimer i Adorno navode da industrijski proizvedena kultura ljudima oduzima njihovu maštu i umjesto njih počinje razmišljati. Industrija kulture isporučuje "dobra" tako da je na ljudima samo da ih konzumiraju. Zbog masovne proizvodnje sve postaje homogenizirano i kakva god je raznolikost preostala sastoji se od malih trivijalnosti. Sve postaje zbijeno kroz proces nametanja shema pod tezom da je najbolje odražavati fizičku stvarnost što je moguće bliže. Psihološki se nagoni pokreću do točke u kojoj sublimacija više nije moguća.
Filmovi bi bili primjer. "U svojoj srži svi su filmovi postali slični. Napravljeni su tako da odražavaju činjenice stvarnosti što je moguće bliže. Čak i filmovi fantazije, koji tvrde da ne odražavaju blisku stvarnost, zapravo ne odgovaraju onome za što tvrde da jesu. Koliko god neobični oni nastojali biti, obično je krajeve lako predvidjeti zbog postojanja prijašnjih filmova koji su slijedili iste matrice.Također, primjerice, erotski prikazi postaju toliko jaki, a zatim i naglašeni da transformacija u druge oblike više nije moguća."
Cilj industrije kulture je – kao u svakoj industriji – ekonomskog karaktera.
Originalna kultura, međutim, nije ciljno usmjerena, već je sama sebi cilj . </link> Originalna kultura gaji sposobnost ljudske mašte pružajući prijedloge i mogućnosti, ali na drugačiji način nego što to čini industrija kulture pošto ostavlja prostora za samostalnu misao. Autentična kultura ne postaje usmjerena u reverzibilnu stvarnost, već ide na razine izvan toga. Autentična kultura je unikatna i ne može se silom smjestiti u nikakve unaprijed oblikovane matrice.
Za otkrivanje uzroka razvoja industrije kulture, Horkheimer i Adorno tvrde da razvoj proizlazi iz težnje tvrtki za povećavanjem prihoda, u ekonomskom smislu. Međutim, ne može se reći da je to kultura, ili ono što bi kultura trebala biti. Može se opisati samo kao oblik trgovine, kao i svaka druga vrsta trgovine.
Često se pretpostavlja da je argument industrije kulture fundamentalno pesimističan jer se čini da njegovi distributeri kritiziraju "masovne medije" i njihove potrošače. Za Adorna, pojam "industrija kulture" se ne odnosi na "masovnu kulturu" ili kulturu masa ljudi u smislu nečega što su proizvele mase i nečega što prenosi reprezentaciju masa. Naprotiv, takva uključenost masa samo je naizgledna, odnosno vrsta prividnog demokratskog sudioništva. Adorno tvrdi da je ono što se zapravo događa vrsta "varanje masa". Horkheimer i Adorno namjerno su odabrali termin "industrija kulture" umjesto "masovne kulture" ili "masovnih medija". "Industrija kulture stalno vara svoje potrošače za ono što konstantno obećava." Industrija kulture se upliće čak i u male smetnje karaktera slobodnih aktivnosti: "U kasnom kapitalizmu zabava je postala produžetak rada." Horkheimer i Adorno, prije svega, u svojim kritičkim analizama zadiru u ono što nazivaju "istrošenost umjetnosti" i "deartificiranjem umjetnosti" i raspravljaju o tome kako je industrija kulture pokolebala umjetnost. Umjetnička djela postala su relativizirana: Beethoven, Mozart i Wagner kada su uključeni u reklame korišteni su samo u fragmentnim oblicima. Prema Kritičkoj teoriji, "rasprodaja" nije odlučujuć čimbenik, već je ključno pitanje način na koji se umjetnost pretvara u robu i kako se umjetnost i kultura mijenjaju.
"Kultura danas sve inficira istovjetnošću." Adorno i Horkheimer smatraju da subverzija više nije moguća.

## Zapažanja
Wiggershaus tvrdi: "Druga strana Adornove naizgled paradoksalne definicije je zanemarena: da je racionalna objektivnost još uvijek moguća za moderno umjetničko djelo, u bilo kojem značajnom smislu, samo kao proizvod subjektivnosti". To bi osporilo Adornu suvremeni politički značaj, argumentirajući da se politika u društvu koje napreduje više bavi djelovanjem nego mišlju. Također primjećuje da mlada generacija kritičkih teoretičara uvelike ignorira Adornov rad što se djelomično događa zbog Adornove nemogućnosti da izvuče praktične zaključke iz svojih teorija. 
I Adorno je optužen zbog nedostatka konzekventnosti u svojim tvrdnjama da bi provodio marksizam. Iako je prihvaćao klasičnu marksističku analizu društva, dok je pokazivao kako jedna klasa vrši dominaciju nad drugom, odstupio je od Marxa u svom propustu da koristi dijalektiku kao metodu za predlaganje načina za promjenu. Marxova teorija ovisila je o voljnosti radničke klase da svrgne vladajuću klasu, no Adorno i Horkheimer pretpostavljaju da je industrija kulture potkopala revolucionarni pokret. Adornova ideja da je masa ljudi samo objekt industrije kulture povezana je s njegovim osjećajem da je vrijeme u kojem je radnička klasa mogla biti oruđe rušenja kapitalizma prošlost. </link>
Adornov rad je i dalje zanimljiv. Pišući u The New Yorkeru 2014., glazbeni kritičar Alex Ross konstatira da Adornov rad ima ponovnu važnost u digitalnom dobu: "Pop hegemonija je gotovo dovršena, njezine superzvijezde dominiraju medijima i upravljaju ekonomskom moći poduzetnika...Kultura se čini monolitnijom nego ikada prije, s nekoliko gigantskih kompanija kao što su — Google, Apple, Facebook, Amazon — koje upravljaju monopolima bez ustupka."
Znanstvenik Jack Zipes, pod utjecajem Adorna, kritizirao je masovnu komercijalizaciju i korporativnu prevlast franšize  Harry Pottera. Tvrdio je da su proizvodi industrije kulture "popularni" jer su istovrsne i poštuju standardne konvencije; mediji su tada oni koji utječu na ukuse djece. U svojoj analizi globalnog brenda Harryja Pottera Zipes piše: "Mora se prilagoditi standardima iznimaka koje postavljaju masovni mediji i koje promovira industrija kulture općenito. Biti fenomen znači da osoba ili roba moraju odgovarati hegemonijskim skupinama koje određuju što čini fenomen".